# Savage (aespa迷你專輯)
《Savage》是韓國女子音樂組合aespa的首張韓語迷你專輯，由SM娛樂企劃製作，Dreamus發行，於2021年10月5日下午6點透過各大串流媒體公開全專音源，同日發行實體專輯。主打歌為〈Savage〉。

## 概要
2021年9月14日，官方社群平台晚間12點公開一則「Savage」的影片，同日經紀公司SM娛樂宣布aespa將於10月5日以首張迷你專輯《Savage》回歸，專輯共收錄6首歌曲。

## 發行背景
2021年9月23日起官方社群平台陸續公布Ningning、Winter、Karina、Giselle的Hallucination Quest (1)個人概念照，9月25日，公布Hallucination Quest (1)團體概念照，9月26日，公布SYNK DIVE個人概念照，9月27日，釋出SYNK DIVE成員個人短片以及個人概念照，9月28日，公布專輯曲目表以及SYNK DIVE團體概念照，9月29日及30日，公布Karina、Giselle、Ningning、Winter的Hallucination Quest (2)個人概念照，10月1日，公布Hallucination Quest (2)團體概念照，10月2日至4日，公布成員個人概念照和團體概念照。10月4日，釋出MV預告片。

## 製作
10月5日，成員在記者發佈會中表示主打歌〈Savage〉副歌歌詞原本為「김미 김미 나우 주주주주」，製作人李秀滿希望副歌歌詞部份能更加強烈讓人們印象深刻與歌曲製作人劉英振討論後修改為「김미 김미 나우 쯧쯧쯧쯧(zu zu zu zu)」，也有著「Black Mamba」不是我們的對手的意思。
歌曲介紹來源：Melon
- 〈ænergy〉是首磅礡的音效與如同咒語般反覆的旋律組成的舞曲；歌詞以aespa的世界觀為基礎，講述「aespa」四名成員的角色介紹和戰鬥技能。
- 〈Savage〉是首以強烈的爵士鼓和貝斯為主的陷阱音樂曲風；歌詞延續aespa的世界觀，講述「aespa」和「æ」透過「nævis」的協助前往曠野（KWANGYA）與「Black Mamba」對抗的故事。[6]
- 〈I'll Make You Cry〉是首以特有的節奏與合成器組成充滿緊張感的舞曲；歌詞講述被信任的人背叛將造成的傷痛決心轉成復仇的故事。
- 〈YEPPI YEPPI〉是首橫跨了深度浩室、Trance、Synthwave、陷阱音樂等多種曲風的舞曲；歌詞講述「比起他人的評價，只要自身覺得自己美麗就會變得幸福」積極正面的涵義。
- 〈ICONIC〉是首有著反轉編排的曲和充滿活力的鼓聲所組成的舞曲；歌詞有著充滿自信的理想的涵義。
- 〈Lucid Dream〉是首簡約音樂的抒情流行樂；歌詞講述「明知所愛之人已離去，卻仍在夢境中找尋著並思念著的情感」。

## 宣傳
為了宣傳首張迷你專輯，經紀公司SM娛樂10月5日上午舉行記者發佈會，同日晚間8點透過官方頻道舉辦出道以來的首次線上SHOWCASE《SYNK DIVE:aespa Savage SHOWCASE》，除了將首度公開主打歌〈Savage〉的表演舞台外也將分享專輯發行感想、製作過程和專輯開箱等相關內容。
16日也將首度出演美國NBC新聞談話節目《The Kelly Clarkson Show》並表演主打歌〈Savage〉舞台。

## 發行版本
專輯共發行3種版本，收錄6首歌曲。
9月17日特別展示了P.O.S (Case Ver.)的專輯概念影片，對此SM娛樂表示P.O.S (Case Ver.)版本將與SMTOWN AR APP合作透過擴增實境進行互動，藉此能更直接了解aespa的世界觀（KWANGYA）。
- SYNK DIVE ver.：CD + 寫真書28頁 + 摺疊海報1張(共2款) +  明信片組1組(共5張) + 紋身貼紙1款 + 閃卡1張(共4款) + 小卡1張(共4款) + 首批限量海報1張(共5款)。[11]
- Hallucination Quest ver.：CD + 寫真書56頁 + 摺疊海報1組(共4張)) + 紋身貼紙1款 + 閃卡1張 (共4款) + 小卡1張(共4款) + 首批限量海報1張(共5款)。[12]
- P.O.S ver：CD + 寫真書32頁 + 紋身貼紙1款 + AR CLIP卡1張 (共4款) + AR卡1張(共4款) + 首批限量海報1張(共2款)。[13]

## 商業成績
10月5日，當天下午發佈三個小時內，主打歌〈Savage〉隨即獲得韓國Melon、Genie、Bugs等音源平台實時榜冠軍，並於當日晚間23點獲得韓國Melon TOP100冠軍。6日陸續獲得Flo冠軍並於同日晚間6點首次達成實時All Kill的成績，成為SM娛樂2021年首位達成的藝人亦是aespa首次獲得此成績的歌曲。11日，〈Savage〉獲得韓國Melon日榜冠軍，同時也是繼數位單曲《Next Level》後第二首獲得該榜單冠軍。10月15日，〈Savage〉在下午一時半達成iChart榜單的"Perfect All-Kill"，是繼Red Velvet在2018年推出的〈Power Up〉後，成為SM娛樂第二組達到"PAK"的團體。
此外，《Savage》專輯在全球也有著不錯的成績，10月18日美國告示牌公佈該專輯進入美國告示牌二百大專輯榜第20名，成為韓國女團發行首張專輯排名最高的成績。除了進入「告示牌二百大專輯榜」，該專輯在「告示牌世界音樂專輯榜」、「告示牌獨立專輯榜」皆獲得該週冠軍。同時也在20個地區/國家獲得iTunes專輯榜獲得冠軍。
10月23日，主打歌〈Savage〉音樂錄影帶於下午1點半觀看次數突破1億，從發佈至破億歷時17天19小時30分再次刷新自身的紀錄。成為aespa第三首破億的歌曲。
在實體專輯銷量方面，韓國Hanteo Chart、synnara、教保文庫等獲得專輯週榜冠軍。依據Hanteo Chart資料顯示首週銷量為276,877張，成為女子團體首週專輯銷量第7名。2021年專輯銷量為406,513張，為該年度第25名。
2021年12月19日，韓國音樂內容協會認證專輯銷量為兩白金即50萬張以上。2022年11月10日，認證專輯銷量為三白金即75萬張以上的成績。

## 曲目
| 數位音樂下載 | 數位音樂下載          | 數位音樂下載              | 數位音樂下載                                                            | 數位音樂下載                                       | 數位音樂下載 |
| 曲序         | 曲目                  |                           | 作曲                                                                    | 编曲                                               | 时长         |
| ------------ | --------------------- | ------------------------- | ----------------------------------------------------------------------- | -------------------------------------------------- | ------------ |
| 1.           | ænergy                | 劉英振                    | Kill Dave Pat Morrissey Jess Corazza 劉英振                             | Kill Dave Pat Morrissey 劉英振                     | 2:27         |
| 2.           | Savage                | 劉英振                    | Kirsten Collins Jia Lih 劉英振 Hautboi Rich                             | Jia Lih 劉英振                                     | 3:58         |
| 3.           | I'll Make You Cry     | Kenzie                    | Kenzie Kirsten Collins Timothy "Bos" Bullock Brandon Green Hautboi Rich | Timothy "Bos" Bullock Brandon Green IMLAY          | 3:35         |
| 4.           | YEPPI YEPPI           | DEEZ （ 朝鲜语 ： 디즈） SAAY | Coach & Sendo （ 朝鲜语 ： Coach & Sendo） DEEZ （ 朝鲜语 ： 디즈） SAAY                 | Coach & Sendo （ 朝鲜语 ： Coach & Sendo） DEEZ （ 朝鲜语 ： 디즈） | 3:34         |
| 5.           | ICONIC                | 조윤경                    | Sophie Curtis Val Del Prete(153/Joombas) Timothy Tan                    | Timothy Tan                                        | 3:11         |
| 6.           | 자각몽（Lucid Dream） | Ellie Suh(153/Joombas)    | Kill Dave Pat Morrissey Hayley Kiyoko Paul Phamous Marcus Lomax         | Kill Dave Pat Morrissey IMLAY                      | 3:31         |
| 总时长：     | 总时长：              | 总时长：                  | 总时长：                                                                | 总时长：                                           | 20:16        |

## 製作團隊
名單來源：專輯內頁

| 〈ænergy〉製作人員 - 音樂總監 – 劉英振 - 背景人聲 – 劉英振、aespa - 錄製 – 劉英振 - 數位編輯 & 混音工程 – 劉英振 - 混音 – 劉英振 | 〈Savage〉製作人員 - 音樂總監 – 劉英振 - 背景人聲 – 劉英振、aespa、Kirsten Collins - 錄製 – 劉英振 - 數位編輯 & 混音工程 – 劉英振 - 混音 – 劉英振 | 〈I'll Make You Cry〉製作人員 - 音樂總監 – Kenzie - 背景人聲 – aespa、Kirsten Collins - 錄製 – 노민지 - 數位編輯 – 이지홍、장우영 - 混音工程 – 노민지 - 混音 – 김철순 |

| 〈YEPPI YEPPI〉製作人員 - 音樂總監 – DEEZ - 背景人聲 – aespa、DEEZ、SAAY - 編程 & 電子琴編程 – Sendo - 錄製 – 노민지、강은지 - 數位編輯 & 混音工程 – 노민지、강은지 - 混音 – 김철순 | 〈ICONIC〉製作人員 - 聲音總監 – 황현 - 背景人聲 – aespa、권애진、Ciara Muscat - 鼓、合成器編程 & 取樣 – Timothy Tan - 錄製 – 노민지、강선영 - 數位編輯 – 황현、강선영 - 混音工程 – 강은지 - 混音 – 정의석 | 〈자각몽（Lucid Dream）〉製作人員 - 聲音總監 – 김연서 - 背景人聲 – aespa - 鍵盤、合成器、鋼琴、邦哥鼓編程 – David Dahlquist、Patrick Morrissey - 貝斯 – David Dahlquist、Patrick Morrissey、IMLAY - 音效 – IMLAY - 錄製 & 數位編輯 – 노민지、강은지 - 混音工程 – 이지홍、강은지 - 混音 – 남궁진 |

| 錄製地點 - 劉英振 @ S.M. Booming System - 노민지 @ S.M. Yellow Tail Studio - 강은지 @ S.M. SSAM Studio - 강선영 @ MonoTree Studio | 混音 - 劉英振 @ S.M. Booming System - 김철순 @ S.M. Blue Ocean Studio - 정의석 @ S.M. Blue Cup Studio - 남궁진 @ S.M. Concert Hall Studio | 母帶 - 전훈 @ SONICKOREA (Assist. 신수민) - 권남우 @ 821 Sound Mastering |

| 〈Savage〉舞蹈製作人員 - 表演總監 – 홍성용 - 創意指導 – 사지웅、조범진、최우림 - 編舞導演 – 김기철 - 編舞家 – Bailey Sok、Kiel Tutin、이바다(Bada Lee)、조은규(Rozalin) | 〈Savage〉音樂錄影帶製作人員 - 執行製作 – SL8 Visual Lab - 音樂錄影帶導演 – 725 - 音樂錄影帶助導 – Yuri Lee - 攝影指導 – EumKo - 攝影助理 – Youngwoo Lee、Eunil Lee、Misun Kim、Jimin Kim - 變焦員 – Sungyun Jo、Sungju Min |

## 榜單成績
| 《Savage》週榜單（2021年）       | 最高排名 |
| -------------------------------- | -------- |
| 美國（告示牌二百大專輯榜）       | 20       |
| 美國（告示牌世界音樂專輯榜）     | 1        |
| 美國（告示牌專輯暢銷榜）         | 2        |
| 美國（告示牌潮流製造專輯榜）     | 4        |
| 美國（告示牌獨立專輯榜）         | 1        |
| 日本（日本告示牌日本熱門專輯榜） | 18       |
| 日本（Oricon公信榜每週專輯榜）   | 7        |
| 台灣（五大唱片日韓專輯榜）       | 1        |
| 台灣（KKBOX韓語專輯週榜）        | 4        |
| 韓國（Gaon專輯榜）               | 1        |

| 《Savage》月榜單（2021年） | 最高排名 |
| -------------------------- | -------- |
| 韓國（Gaon專輯榜）         | 4        |

| 《Savage》年榜單（2021年） | 最高排名 |
| -------------------------- | -------- |
| 韓國（Gaon專輯榜）         | 23       |

| 《Savage》年榜單（2022年） | 最高排名 |
| -------------------------- | -------- |
| 韓國（Circle Chart專輯榜） | 80       |

## 獲獎與提名
| 年份 | 屆數   | 頒獎典禮         | 獎項                     | 提名項目 | 結果 | 來源   |
| ---- | ------ | ---------------- | ------------------------ | -------- | ---- | ------ |
| 2021 | 第23屆 | Mnet亞洲音樂大獎 | TikTok 年度專輯獎        | Savage   | 提名 | [ 37 ] |
| 2022 | 第36屆 | 金唱片獎         | 專輯部門本賞             | Savage   | 提名 | [ 38 ] |
| 2022 | 第19屆 | 韓國音樂大獎     | 最佳K-POP專輯            | Savage   | 提名 | [ 39 ] |
| 2022 | 不適用 | iF產品設計獎     | UX 用戶體驗 - 包裝設計UX | Savage   | 獲獎 | [ 40 ] |

## 銷售及認證
| 國家 | 排行榜       | 銷量 | 銷量      | 來源   |
| 韓國 | Circle Chart | 2021 | 574,445   | [ 35 ] |
| 韓國 | Circle Chart | 2022 | 181,506   | [ 36 ] |
| 韓國 | Circle Chart | 2023 | 36,123+   | [ 41 ] |
| 韓國 | Circle Chart | 合計 | 792,074 + |        |

| 國家 | 排行榜       | 銷量 | 銷量      | 來源   |
| 韓國 | Hanteo Chart | 2021 | 406,513   | [ 21 ] |
| 韓國 | Hanteo Chart | 2022 | 90,669    | [ 42 ] |
| 韓國 | Hanteo Chart | 2023 | 16,290+   | [ 43 ] |
| 韓國 | Hanteo Chart | 合計 | 513,472 + |        |

| 國家 | 排行榜       | 銷量   | 銷量     | 來源   |
| 日本 | Oricon公信榜 | 2021   | 29,887   | [ 30 ] |
| 日本 | Oricon公信榜 | 2022   | 24,911   |        |
| 日本 | Oricon公信榜 | 合計   | 54,798 + |        |
| 臺灣 | 五大唱片     | 19.89% | [ 31 ]   |        |

| 地區                                  | 认证    | 认证单位/销量 |
| ------------------------------------- | ------- | ------------- |
| 韓國（韓國音樂內容協會）              | 3× 白金 | 750,000^      |
| *僅含認證的實際銷量 ^僅含認證的出貨量 |         |               |

## 發行歷史
| 發行地區 | 發行日期      | 發行方式    | 廠牌           |
| -------- | ------------- | ----------- | -------------- |
|          | 2021年10月5日 | CD 數位下載 | Dreamus SM娛樂 |
| 全球     | 2021年10月5日 | CD 數位下載 | Dreamus SM娛樂 |